# World Speedway League 2015
World Speedway League 2015 – 2. edycja turnieju, mająca na celu wyłonić najlepszy klub żużlowy na świecie. Zawody wygrał szwedzki klub VMS Elit Vetlanda.
Rozegrane zostały jedynie zawody finałowe, w których wystąpiły kluby, które zdobyły mistrzostwo swojego kraju w sezonie 2014, z najsilniejszych lig na świecie: brytyjskiej, duńskiej, polskiej i szwedzkiej. Mistrza Wielkiej Brytanii – Poole Pirates, który zrezygnował ze startu zastąpiła trzecia drużyna rozgrywek ligi brytyjskiej – King’s Lynn Stars.

## Wyniki
- Gorzów Wielkopolski, 25 kwietnia 2015
- Sędzia: Christian Froschauer

| \| Msc \| \| Drużyna / Zawodnik \| Biegi \| Punkty \| \| --- \| -------------------------------------------------------------------------------------- \| ----------------------------------------------------- \| ------------------------------------ \| ------ \| \| 1 \| \| VMS Elit Vetlanda \| VMS Elit Vetlanda \| 36 \| \| 1 \| Tai Woffinden Tomas H. Jonasson Jarosław Hampel Janusz Kołodziej Peter Ljung \| (3,3,3,1) (1,3,0,0) (3,1,3,3) (1,2,1,2) (3,3,0,0) \| 10 4 10 6 6 \| \| \| 2 \| \| MONEYmakesMONEY.pl Stal Gorzów Wlkp. \| MONEYmakesMONEY.pl Stal Gorzów Wlkp. \| 34 \| \| 2 \| Krzysztof Kasprzak Niels-Kristian Iversen Matej Žagar Bartosz Zmarzlik Linus Sundström \| (0,2,3,2) (3,1,1,1) (2,3,2,0) (1,3,3,1) (0,1,3,2) \| 7 6 7 8 6 \| \| \| 3 \| \| HSK Holsted \| HSK Holsted \| 26 \| \| 3 \| Nicki Pedersen Martin Vaculík Rasmus Jensen Nicolai Klindt Damian Baliński \| (2,2,2,2,3) (2,0,0,1,3) (0,d,–,3) (0,0,–,w) (1,0,2,3) \| 11 6 3 0 6 \| \| \| 4 \| \| King’s Lynn Stars \| King’s Lynn Stars \| 24 \| \| 4 \| Piotr Protasiewicz Kenneth Bjerre Rory Schlein Nicklas Porsing Robert Lambert \| (3,1,2,2,0) (2,0,w,2) (1,2,1,1) (0,1,0,–) (2,2,1,1) \| 8 4 5 1 6 \| \| | Bieg po biegu: 1. Iversen, Pedersen, Kołodziej, Porsing 2. Hampel, Vaculík, Schlein, Kasprzak 3. Protasiewicz, Žagar, Jonasson, Klindt 4. Woffinden, Bjerre, Zmarzlik, Jensen 5. Ljung, Lambert, Baliński, Sundström 6. Zmarzlik, Kołodziej, Protasiewicz, Vaculík 7. Žagar, Pedersen, Hampel, Bjerre 8. Jonasson, Kasprzak, Porsing, Jensen (d/s) 9. Woffinden, Schlein, Iversen, Klindt 10. Ljung, Lambert, Sundström, Baliński 11. Kasprzak, Pedersen, Kołodziej, Bjerre (w/u) 12. Hampel, Protasiewicz, Iversen, Vaculík 13. Zmarzlik, Pedersen, Schlein, Jonasson 14. Woffinden, Žagar, Vaculík, Porsing 15. Sundström, Baliński, Lambert, Ljung 16. Hampel, Protasiewicz, Zmarzlik, Klindt (w) 17. Jensen, Kołodziej, Schlein, Žagar 18. Vaculík, Bjerre, Iversen, Jonasson 19. Baliński, Sundström, Lambert, Ljung 20. Pedersen, Kasprzak, Woffinden, Protasiewicz |                                                       |                                      |        |
| Msc | | Drużyna / Zawodnik                                    | Biegi                                | Punkty |
| 1 | | VMS Elit Vetlanda                                     | VMS Elit Vetlanda                    | 36     |
| 1 | Tai Woffinden Tomas H. Jonasson Jarosław Hampel Janusz Kołodziej Peter Ljung | (3,3,3,1) (1,3,0,0) (3,1,3,3) (1,2,1,2) (3,3,0,0)     | 10 4 10 6 6                          |        |
| 2 | | MONEYmakesMONEY.pl Stal Gorzów Wlkp.                  | MONEYmakesMONEY.pl Stal Gorzów Wlkp. | 34     |
| 2 | Krzysztof Kasprzak Niels-Kristian Iversen Matej Žagar Bartosz Zmarzlik Linus Sundström | (0,2,3,2) (3,1,1,1) (2,3,2,0) (1,3,3,1) (0,1,3,2)     | 7 6 7 8 6                            |        |
| 3 | | HSK Holsted                                           | HSK Holsted                          | 26     |
| 3 | Nicki Pedersen Martin Vaculík Rasmus Jensen Nicolai Klindt Damian Baliński | (2,2,2,2,3) (2,0,0,1,3) (0,d,–,3) (0,0,–,w) (1,0,2,3) | 11 6 3 0 6                           |        |
| 4 | | King’s Lynn Stars                                     | King’s Lynn Stars                    | 24     |
| 4 | Piotr Protasiewicz Kenneth Bjerre Rory Schlein Nicklas Porsing Robert Lambert | (3,1,2,2,0) (2,0,w,2) (1,2,1,1) (0,1,0,–) (2,2,1,1)   | 8 4 5 1 6                            |        |